# Сијетл суперсоникси
Сијетл суперсоникси (енгл. Seattle SuperSonics) су били амерички професионални кошаркашки тим из Сијетла, који је играо у Пацифичкој и Северозападној дивизији NBA лиге од 1967. до 2008. По завршетку сезоне 2007/2008, тим се преселио у Оклахома Сити и сада игра под именом Оклахома Сити тандер. По одредбама пресуде тужбе града Сијетла против власничке групе Клеја Бенета, лого, трофеји и повучени дресови ће остати у Сијетлу, тако да могу припасти неком другом NBA тиму из Сијетла, а историја франшизе Суперсоникса ће бити дељена са Оклахома Сити тандером.

## Оснивање екипе
Лосанђелески бизнисмени Сем Шулман и Јуџин Клајн добили су 1966. од руководства НБА дозволу за оснивање кошаркашког клуба у Сијетлу. Тако је град Сијетл добио први значајни клуб у неком спорту. Прву утакмицу Суперсоникси су изгубили 144-116. Екипу су предводили Волт Хазард, Боб Рул и Алберт Такер. Прву сезону тим је завршио са  23 победе и 59 пораза. Тренер је био Ал Бјанки.

## Вилкенсова ера (1968—75)
За сезону 1968-69. Суперсоникси су Хазарда заменили за Ленија Вилкенса из Атланте. Вилкенс је у сезони 1968-69 имао 22.4 поена, 8.2 асистенције и 6.2 скока по утакмици, док је Боб Рул сезону завршио са 24 поена и 11.5 скокова по утакмици. Суперсоникси су сезону 68-69 завршили са само 30 победа. Бјанки је добио отказ, а Вилкенс је постао играч/главни тренер. На Ол-стару 1970. Суперсониксе су представљали Рул и Вилкенс.

## Долазак Спенсера Хејвуда
Вилкенс је именован за најкориснијег играча Ол-стар меча, а управа Суперсоникса одлучила да доведе Спенсера Хејвуда, најкориснијег младог играча претходне сезоне. У наредној сезони тим је имао 46 победа и 27 пораза, али због повреда кључних играча, тим је изгубио 8 од 9 последњих утакмица. Суперсоникси су се пласирали на шесто место у конференцији, са скором од 47 победа и 35 пораза, тако да се нису пласирали у плејоф. Пред почетак сезоне 1972-73 Вилкенс је отишао у Кливленд кавалирсе. Без Вилкенса, тим је сезону завршио са 26 победа и 56 пораза, али је Хејвуд је имао 29.2 поена и 12.9 скокова по утакмици због чега је изабран у екипу године.

## 1975-83 - Златне године
У сезони 1975-76. тренер Суперсоникса постао је Бил Расел. Расел је постао први тренер у историји клуба са којим су се Суперсоникси пласирали у плејоф. Главни играчи су били Хејвуд, Фред Браун, Слик Вотс и Томи Берлсон. Следеће сезоне Хејвуд је отишао у Њујорк никсе. Фред Браун је 1976. играо Ол-стар утакмицу, а Томи Берлсон је видно напредовао, док је Вотс имао највише асистенција и украдених лопти у лиги и избран је у НБА-дефанзивни тим године. И те сезоне Суперсоникси су се пласирали у плејоф, али нису успели да уђу у завршницу. На почетку сезоне 1976-77. Бил Расел је напустио екипу, а заменио га је Боб Хопкинс. Предвођена Бобом Хопкинсом, екипа је одиграла лоше и имала само пет победа из 22 утакмице. Хопкинс је смењен, а на његово место је постављен Лени Вилкенс. Са Вилкенсом као тренером, тим је завршио сезону са 47 победа и 35 пораза. Суперсоникси су се пласирали у плејоф и освојили прво место у конференцији Запад. Тим је у финалу изгубио од Вашингтон булетса.